# Krates van Thebe
Kratès (Oudgrieks: Κράτης)(ca. 365 v.Chr., Thebe - ca. 285 v.Chr., Boeotië)  was een cynisch filosoof uit het Griekse Thebe. Krates was een leerling van Diogenes van Sinope en een leraar van Zeno van Citium.  Hij was getrouwd met Hipparchia van Maroneia, die volgens de overlevering stamde uit een welvarend Thracisch geslacht.

## Eponiem
Zijn naam werd later een eponiem voor misvormde mensen of ietwat koddige, eigenaardig of komieke personen, maar niet mismaakt.

## In de literatuur
Krates is bij ons bekend geworden door het verhaal Crates en Hipparchia van Jacob Cats in deel II van zijn Trou-ringh, en door het boek De filosoof, de hond en de bruiloft van Barbara Stok (2021).
- Biblioteca Nacional de España: XX5300569
- Bibliothèque nationale de France: cb131978711 (data)
- Catàleg d'autoritats de noms i títols de Catalunya: 981060402646506706
- Gemeinsame Normdatei: 118715534
- International Standard Name Identifier: 0000 0001 0947 4040
- Library of Congress Control Number: n96104516
- Nationale Bibliotheek van Tsjechië: jo20241220013
- Nationale Bibliotheek van Polen: a0000002691526
- Nederlandse Thesaurus van Auteursnamen: 069975817
- Réseau des bibliothèques de Suisse occidentale: 02-A010070034
- Système universitaire de documentation: 034941096
- Virtual International Authority File: 807154
- WorldCat: E39PCjtkqfqGtVJkV7wjgRRqcP